# Erbín Trejo
Erbín Alejandro Trejo Macias (Città del Messico, 3 giugno 1990) è un ex calciatore messicano, di ruolo centrocampista.

## Carriera

### Club
Ha giocato nella massima serie messicana con il Toluca e il Querétaro.

## Palmarès

### Club

#### Competizioni nazionali
- Campionato messicano: 1

Toluca: Clausura 2010
- Supercopa MX: 1

Querétaro: 2017